# Don Giovanni Tenorio
Don Giovanni Tenorio o Il dissoluto punito, ossia Don Giovanni Tenorio, és una òpera en italià en dos actes de Ramon Carnicer i Batlle, composta el 1820 amb llibret de Giovanni Bertati. Es va estrenar el 22 de juny de l'esmentat any al Teatre de la Santa Creu de Barcelona. L'any 2006 es va reestrenar al teatre Rosalía de Castro de La Corunya en una coproducció realitzada entre el Festival Mozart de A Coruña i el Rossini Opera Festival di Pesaro.
Estrenada en una Barcelona que no havia conegut encara el mateix Don Giovanni mozartià. L'òpera té clares influències de l'estil rossinià.

## Estructura

### Acte I
1. Introducció i cor de cavallers, amb Leporello. Seguidilles de Don Giovanni
2. Cavatina de Donna Anna
3. Duetto de Donna Anna i Il Commendatore
4. Cor i quintet [Donna Anna, Donna Elvira, Don Ottavio, Don Giovanni i el Commendatore.
5. Ària de Leporello
6. Duetto de Donna Anna i Don Giovanni
7. Concertant Finale I [Tutti i cor]

### Acte II
8. Leporello i cor de cavallers
9. Recitatiu i ària de Don Giovanni
10. Recitatiu i ària de Donna Anna, amb Don Ottavio i cor de dames i servents
11. Terzetto de Don Giovanni, Commendatore i Leporello.
12. Recitatiu i ària de Don Ottavio
13. Finale II [Don Giovanni, Commendatore, Leporello i Cor de fúries]

## El llibret
No se sap amb certesa qui va ser el llibretista d'Il dissoluto punito de Ramon Carnicer. L'opinió majoritària defensa que va ser el propi compositor qui va aprofitar i va modificar el un llibret ja existent. Comunament es creia que havia estat el de Giovanni Bertati l'utilitzat per Carnicer, però mitjançant un estudi detallat del text es va confirmar que el compositor de Tàrrega (o el seu llibretista) va partir del llibret de Da Ponte, qui al seu torn havia pres com a referència el de Bertati. El text segueix el model de Drama semiserio en dos actes, presentant aquí la principal diferència entre llibrets, sent els de Da Ponte i Bertati Drames giocosos. En l'obra espanyola només trobem una part còmica de durant tota la trama, la de Leporello. D'aquesta manera els personatges de la camperola i el seu marit són eliminats de l'argument (Zerlina i Masetto en el llibret de Da Ponte).
El llibret relata l'assetjament de Don Giovanni cap Donna Anna a la ciutat de Burgos. Quan aquesta ja es casa amb el Duc Ottavio, Tenorio tracta de violar-la i obligar-la a rebutjar els vots que havia jurat. El pare de Donna Anna, el Comendador de l'Ordre de Calatrava, escolta l'altercat i veu que ha passat, desafia a Don Giovanni a un duel i mor als peus de la seva filla. Al final Don Giovanni arriba al mausoleu del Commendatore, on l'estàtua de la seva víctima li diu que ha de penedir-se i canviar la seva forma de vida. Tenorio fa oïdes sordes i mor sobtadament.

## Estil i influències
Aquesta òpera està escrita en un llenguatge rossinià. D'aquesta manera el llenguatge vocal dels personatges importants (Don Giovanni, Donna Anna, el Commendatore i el Duc Ottavio) és complex i ornamentat, amb força dificultats vocals i en una estètica belcantista. Tots els números a només segueixen esquemes típics del llenguatge rossinià, com dividir l'ària en dues seccions, la primera fent funció de cavatina i l'última a manera de cabaletta amb Stretta. El finalitzar la primera secció sol començar una curta cadència perquè el solista es llueixi. Fins i tot en la cabaletta de l'ària de Don Giovanni del segon acte vam escoltar fragments melòdics amb reminiscències de l'ària inicial de Rosina d'Il Barbiere di Siviglia.
Les influències rosinnianas no es limiten simplement a aspectes vocals o formals, sinó són presents en la pròpia construcció melòdica (basada en la multiplicació de breus cèl·lules motíviques treballades de manera seqüencial i sotmeses a oscil·lacions dinàmiques), l'ús de codes cadencials amb cadències ampliades i fins i tot el so de la orquesta.
A més de la seva influència rossiniana (present en gairebé tota la producció de Carnicer) també realitza un treball de síntesi i introdueix aspectes del llenguatge de Mozart al seu òpera. L'obertura comença en re menor, d'influència mozartiana, fins i tot citant el tema utilitzat per Mozart per al Commendatore en l'escena de la mort de Don Giovanni, tema que es recollirà de nou en l'escena final d'Il dissoluto punico. D'aquesta manera Carnicer utilitza la retòrica mozartiana en la qual el re menor evoca clarament a la mort (com a Don Giovanni, el Requiem, la Flauta Màgica). En el cor inicial també es troba una breu cita de l'ària final de Fígaro en l'acte I de Les noces de Fígaro.
Una altra influència del compositor salzburguès és l'ús de Recitatiu acompagnato o stromentato per presentar als personatges seriosos (Don Giovanni, Donna Anna …) o per als números amb més tensió dramàtica.

## Estrena i recepció
Il dissoluto punico va ser estrenada el 20 de juny de 1822 a al Teatre de la Santa Creu de Barcelona. En molts diaris de la ciutat es parla sobre la seva estrena i següents representacions, com el Diari de Barcelona, el Diari de la Ciutat de Barcelona o L'indicador Català. Els intèrprets de la seva estrena van ser:
-Claudio Bonoldi com Don Giovanni (tenor)
-Carolina Pellegrini com Donna Anna (soprano)
-Ludgarda Anibaldi com Donna Elvira (soprano)
-Lodovido Bonoldi com Don Ottavio (tenor)
-Giovanni Layner com Leporello (baríton)
-Renieri Remorini com Il Commendatore (baix)
L'obra no va ser ben rebuda pel públic, probablement per utilitzar un tema passat de moda, com el mateix llibret revela:
| «                | El conegut assumpte d'aquesta òpera és dels més ridículs i desgavellats que ha aportat la ignorant superstició dels segles que ens han precedit. No obstant això, un conjunt de circumstàncies que fora molest d'explicar han motivat que novament es refongués i es posés en música aquesta faula monstruosa, com ja abans ho va verificar el cèlebre Mozart. | » |
| — Ramon Carnicer | |   |

Un altre aspecte que va ajudar a desgrat d'aquesta obra va ser l'ús d'un estil diferent, que anys més tard seria qualificat com a  tudesco  en tant que depenent del món mozartià al diari El Vapor. El públic de l'època encara no coneixia el Don Giovanni de Mozart, que seria interpretat per primera vegada a la ciutat comtal el 18 de desembre de 1849, al Teatre Principal.
Més tard, l'any 1885 la Il·lustració Musical Hispano-Americana (a càrrec de Felip Pedrell) incloïa en el seu primer número un apartat dedicat a Ramon Carnicer. L'autor d'aquest text manifestava el següent:
| «               | Com de desitjable seria la publicació de les òperes de Carnicer, una de les nostres millors glòries; potser elles expliquessin alguns dels triomfs dels compositors de la generació que va seguir. […] Esperem que la posteritat farà plena justícia al seu mèrit. | » |
| — Felip Pedrell | |   |

Fins al segle XXI les seves obres no es van tornar a estrenar ni es van editar. El Festival Mozart celebrat a la Corunya l'any 2006 va reestrenar Il dissoluto punico en versió teatral amb edició de l'ICCMU. No es tornarà a posar en escena fins a agost de 2007, al Rossini Opera Festival di Pesaro.